# Мінья-ель-Камх
Мінья-ель-Камх (араб. منيا القمح) — місто на півночі Єгипту, розташоване на території мухафази Еш-Шаркія.

## Географія
Місто знаходиться в південно-західній частині мухафази, у східній частині дельти Нілу, за 14 кілометрів на північний захід від Заказіка, адміністративного центру провінції. Абсолютна висота — 17 метрів над рівнем моря.

## Демографія
За даними перепису 2006 року чисельність населення Мінья-ель-Камх становила 62331 людину.
Динаміка чисельності населення міста по роках:
| 1996   | 2006   |
| ------ | ------ |
| 55 600 | 62 331 |

## Економіка і транспорт
Основу економіки міста складає сільськогосподарське виробництво.
Найближчий великий цивільний аеропорт — Міжнародний аеропорт Каїра.